# V dobrej viere
V dobrej viere je název výběrového alba skupiny Horkýže Slíže z roku 2011.
 Z většiny jde o největší hity kapely vydané mezi lety 2001 a 2011.

## Seznam skladeb
1. „Veľká Mača,Vincov Háj“
2. „Lístok na Mars“
3. „Malá Žužu“
4. „Vlak“
5. „Brďokoky“
6. „L a G song“
7. „Kožky, perie“
8. „Atómový kryt“
9. „Náboženské zvyky“
10. „A ja sprostá...“
11. „R'nB Soul“
12. „Silný refrén“
13. „Bernardín“
14. „Emanuel Bacigala“
15. „Líza a Wendy“
16. „Žúrka“
17. „Voják“
18. „Megamix našich najväčších hitov“
19. „Mám v p... na lehátku“